# The Witcher
A The Witcher (az eredeti Wiedźmin szóból fordították) egy lengyel szerepjáték, melyet a CD Projekt belső fejlesztőstúdiója készített és Lengyelországon kívül az Atari látta el a kiadói teendőit a 2007 októberében megjelent programnak. A játék a lengyel fantasy író, Andrzej Sapkowski Vaják című regénysorozatán alapul, és a BioWare által fejlesztett Aurora Engine grafikus motort használja. (Hasonlóan például az Obsidian Entertainment Neverwinter Nights 2 című játékához.) A játék kizárólag PC platformra jelent meg, de terveztek egy konzolos változatot is The Witcher: Rise of the White Wolf címmel, ám annak fejlesztését pénzügyi okokból leállították. Valószínűleg az erőforrásokat a 2009. szeptember 19-én bejelentett folytatás, a The Witcher 2: Assassins of Kings készítésére csoportosították át, ami 2011. május 17-én jelent meg Microsoft Windows platformra, míg az Xbox 360 változat 2012. április 17-én került a boltokba. A The Witcher a magyar felirat mellett a magyar szinkron lehetőségét is felkínálta.
A The Witcher egy középkori fantasy világban játszódik, ahol a játékos Ríviai Geraltot irányíthatja, aki a kevés megmaradt witcher egyike. (Természetfeletti erővel megáldott harcosok, akik főleg vándorként járják a világot, hogy különböző szörnyek legyőzésével pénzhez jussanak.) A játék magyar változatában is a witcher elnevezés szerepel, míg az első magyarul megjelent kötet a Vaják I. - Az utolsó kívánság címet kapta.

## Történet
|  | Alább a cselekmény részletei következnek! |

Ithlinne, egy tünde látnok megjövendöli, hogy a Fehér Fagy és Fehér Fény pusztítása során a világ meg fog semmisülni. Közben a kegyetlen Nilfgaardi Császárság is fenyegeti Temeria és a többi északi királyság féltve őrzött területeit. A sok viszálykodás között megjelenik a Lángoló Rózsa Rendje is, akik megígérik a népnek, hogy elhozzák a békét, valamint, hogy a jeges pusztítást csak az ő lángjuk semmisítheti meg. A Rend ellenfele a Scoia'tael vagy Mókusok, a kiközösített tünde és törpe lázadók, akik a másfajúak felszabadítását tűzik ki célul. Azonban további gondok jelentkeznek, mikor különféle teremtmények lepik el Temeriát. A játék bevezetőjében Ríviai Geralt, Temeria királyának, Foltestnek a lányát, Adda hercegnőt változtatja vissza. A királynak saját testvére szült gyermeket, és az egyik tisztviselő ezért megátkozta, hogy szörnnyé, strigává változzon át.
Geralt később elveszti emlékezetét, és társai az erdőben találnak rá, majd visszaviszik Kaer Morhen erődjébe, ahol sok-sok éve witcherré képezték. Nem sokkal később a Szalamandra nevű bűnszervezet katonái hatolnak be az erődbe egy varázsló és egy erőteljes szörny, egy rémsáska támogatásával. A maroknyi witchernek és egy Triss Merigold nevű varázslónőnek kell felvennie velük a harcot. Ám a katonákkal együtt érkezik egy bűnöző, akit csak Professzor néven ismernek, valamint Azar Javed, a szalamandrák vezére. A harc közben ők ellopják a witcherek féltve őrzött mutagénjeit, majd pedig halálosan megsebesítik Leót, az egyik witchert. A megmaradt witcherek szétválnak, hogy szerte a világon keresztül üldözzék Javedet és a Professzort, valamint, hogy visszaszerezzék ellopott titkaikat.
Geralt Temeriába megy, azonban a pestisjárvány miatt létrehozott karanténnak köszönhetően nehéz a bejutás Vizimába, a fővárosba. A külvárosban találkozik Alvinnal, egy különleges képességű gyermekkel, továbbá régi ismerősével, Shanival, akire azonban nem emlékszik. A külvárost egy szörny, a Bestia tartja rettegésben. A helyi vezetőktől kapott küldetések alapján ezután bejut a városba, legyőzve a szörnyet, valamint megölve vagy megmentve egy boszorkányt, akit sok helyi gyanúsít a szörny irányításával. Az események során Geralt leleplez egy együttműködést a helyi vezetők és a Szalamandra között, ez alapján pedig dönthet a falusiak kiirtásáról vagy megkíméléséről.
A második fejezet főleg a Szalamandra felkutatásával telik. A városba való belépéskor letartóztatják őt, és tömlöcbe vetik, ahonnan úgy szabadul ki, hogy elvállalja a csatornákban lakó szörnyeteg, egy kukorix megölését. A csatornában találkozik Siegfrieddel, a Lángoló Rózsa egy lovagjával, aki segít neki a szörny legyőzésében, és egy magándetektívhez küldi. A detektív segítségével Geralt nyomozásba kezd, miközben Kalkstein, egy alkimista megbízásából a közeli mocsárban található tornyot vizsgálja, amely egy varázslóé volt. Később kiderül, hogy a gyanúsítottak mindegyike ártatlan, és a magándetektív valójában Azar Javed, aki az eredetit megölve, illúzióval felvette annak alakját. A torony kinyitása után Geralt magához vesz egy varázskönyvet, majd megküzd Javeddel és a Professzorral, akiknek sikerül csellel kiütniük őt, és elvenni tőle a könyvet, majd elmenekülni.
Az összecsapás után Geralt Triss Merigold házában ébred fel, Vizima kereskedőnegyedében. Kiderül, hogy amíg eszméletlen volt, a Rend és a Mókusok csatát vívtak a mocsárban, ami a Rend győzelmével ért véget. A fejezet nagy részében a Szalamandra után nyomoz, felszámolva vizimai droglaborjukat és a működéséhez szükséges mocsárinövény-gyűjtőhelyeket is. A Szalamandra elleni harc során kiderül, hogy a távollévő Foltest király pecsétjét ellopták, és valaki annak segítségével meghamisítja a királyi rendeleteket. Geralt Trissen keresztül meghívást kap egy fogadásra, ahol összegyűlnek a Szalamandra ellen harcoló magas rangú személyek, és a meghívottak között van Adda hercegnő, akit évekkel korábban visszaváltoztatott. A hercegnő felajánlkozik a witcher számára, és a vele való együttléttől függetlenül vannak baljós utalások: a ládájában található egy levél a Szalamandrának, míg a közelében rezegni kezd Geralt medálja, ami szörnyek közelségét jelzi. Triss megkéri Geraltot, hogy vigye el neki Alvint, és Shani is ugyanezzel a kéréssel áll elő. Döntésétől függően szerelmi viszony kezdődik azzal, akihez a gyereket viszi.
Ezek után Geralt megtámadja a Szalamandra bázisát, és korábbi döntéseitől függően Siegfried és a Rend lovagjai vagy pedig a Scoia'tael és vezetőjük, Yaevinn segítik őt a harcban. Javed a küzdelem során varázslattal különválasztja Geraltot szövetségeseitől, de ő mégis tovább halad és megküzd a Professzorral. Ám megölni nem tudja, ugyanis megnyílik a föld alattuk, és egy barlangba zuhannak, ahol a várost rettegésben tartó pókszerű lényeknek, a kikimóroknak a fészke van. A királynő megöli a Professzort, majd Geralt ellen indul, aki varázslattal sikeresen beomlasztja a barlangot. Odakint Adda harcgenő vár rá, és parancsba adja a letartóztatását, azonban mielőtt erre sor kerülhetne, Geralt eltűnik. A következő fejezetben derül ki, hogy Triss teleportálta el mágia segítségével egy másik helyre, ahol a falusiak és a víz alatt élő vodiánok között közvetíti a békét, és több kisebb feladatot hajt végre. A fejezet végén a Mókusok túszul ejtik a falu lakosságát, és Geralt választás előtt áll: maradhat semleges, állhat a Rend vagy a másfajúak oldalára. Ezután régi barátja, Dandelion, a bárd oldalán visszatér Vizimába.
A fővárosba visszatérve magasba csapó lángok fogadják őket, kiderül, hogy kitört a polgárháború: a gettóba zárt másfajúak fellázadtak, és a Rend igyekszik ezt leverni. A korábbi csatában hozott döntés alapján Geralt Shaninak segít a sebesülteket kórházba szállítani vagy pedig a lovagok vagy a másfajúak oldalán beleveti magát a harcba. A Lángoló Rózsa Rendjének nagymesteréről kiderül, hogy mindvégig a király elárulásán munkálkodott, és valójában ő a Szalamandra vezére. A nagymester ismét megátkozza Addát, hogy strigává alakuljon, így próbálva meghiúsítani a szövetséget a szomszédos Redaniával, akinek királya őt akarja feleségül venni. A király arra kéri a witchert, hogy végezzen a nagymesterrel, és tanácsot kér a polgárháborúval kapcsolatban. Geralt a korábbi döntései alapján meggyőzheti őt a Mókusok igazáról vagy a Rend hűségéről, illetve, hogy mindkettőjük ellenség. Ezután szintén a döntései alapján társat kap ehhez: Yaevinnt, a Scoia'tael vezért, Siegfriedet, a Rend lovagját vagy Triss Merigoldot, majd az úton szintén ezek alapján találkozik a két fél vezérével. Az első és második esetben az ellenséges vezérekkel, akiket meg kell ölnie, míg a harmadik esetén mindkettőjükkel, és így határozhat sorsukról.
Kiderül, hogy a nagymester arra használta fel az ellopott mutagéneket, hogy mutánsokat hozzon létre, akikkel meg kell küzdeniük, hogy a közelébe jussanak. A nagymester házába Geralt egyedül megy be, ahol beszél vele. Ő beszél arról, hogy csupán a megjövendölt Fehér Fagy elől szeretné délre menekíteni az emberiséget, a mutánsok pedig az ő védelmezőik lennének a hosszú úton. Amikor Geralt nem hisz neki, a nagymester illúziót hoz létre, ahol a jövő elképzelt fagyos világát mutatja be. A maroknyi túlélő ember majomszerű, primitív csontogánként éli életét. Az itteni haladás során Geralt szövetségesei is előkerülnek, és segítik őt az útján, amelynek végén megöli a nagymestert, és megtöri az illúziót. Visszatérte után a király kifizeti őt, ám miközben a végső animáció során elsétál, egy orgyilkos kerül elő, akit ő intéz el, mielőtt megölhetné a királyt. Az álarcát levéve derül ki, hogy ő is egy witcher volt, amely a The Witcher 2: Assassins of Kings történetét vezeti be.
|  | Itt a vége a cselekmény részletezésének! |

## Szereplők
- Riviai Geralt: A játék főhőse. Végtelenül cinikus, ugyanakkor nagylelkű is. Szeret nőkkel hetyegni.
- Triss Merigold: Geralt szerelme. Tapasztalt, segítőkész és gondoskodó is. Örökbe fogadhatja Alvint, az árván maradt fiút.
- Vesemir: A legöregebb élő witcher. Geralt és sok más witcher tanítója volt.
- Eskel: Geralt régi tanulótársa. Van egy ronda vágás az arcán.
- Lambert: Kitűnő harcos és járatos a mágiában is. Geralt barátja. Szeret összeveszni Triss-szel, ám valójában nem gyűlöli a varázslónőt.
- Leo: Tapasztalatlan witcher tanonc, aki még nem esett át a végső próbán. Kaer Morhen ostroma alatt a Professzor nyílvesszője végez vele.
- Shani: Fiatal medika, Geralt régi barátja. A játék során örökbe fogadhatja Alvint is.
- Vincent Meis: A vizimai őrség kapitánya. Ő felel a csatornai foglyokért, és szenvedélyes trófeagyűjtő. A játék során kiderül, hogy vérfarkas, de nem öl ártatlanokat.
- Azar Javed: A szalamandra nevű bűnszervezet vezetője. Jól képzett varázsló, ért az alakváltáshoz is.
- Professzor: Temeria hírhedt bűnözője megszállottan kutat új tudományok iránt.
- Foltest király: Temeria kissé gőgös uralkodója.
- Adda hercegnő: Ő volt a striga, akit Geralt annak idején megszabadított szörnyű átkától.

## Játékmenet
A játék főhőse Ríviai Geralt, mutáns szörnyvadász, azaz witcher. A játékos a történet elejétől a végéig őt irányítja, és fejleszti a játék során teljesíthető küldetésekkel, valamint szörnyek megölésével, amiért tapasztalati pont (XP) jár. Szintlépéskor bronz-, ezüst-, illetve aranypontokat kap, ezek elosztásával lehet Geralt különböző tulajdonságait fejleszteni. A történet során különféle felszereléseket is lehet szerezni, például páncélokat, kardokat, amelyek idővel egyre jobbak lesznek. Időnként csatlakoznak a játékoshoz más szereplők is, felettük azonban nem lehet átvenni az irányítást.

## Fogadtatás
| Összegzőoldal | Értékelés |
| ------------- | --------- |
| GameRankings  | 81%       |
| Metacritic    | 81/100    |

| Szerző    | Értékelés |
| --------- | --------- |
| 1Up.com   | B-        |
| CVG       | 8,8/10    |
| Eurogamer | 7/10      |
| GamePro   | 4,5/5,0   |
| GameSpot  | 8,5/10    |
| GameSpy   | 4,5/5,0   |
| IGN       | 8,5/10    |

| Szerző  | Díj                    |
| ------- | ---------------------- |
| GameSpy | PC RPG of the Year     |
| IGN     | Best of 2007, Best RPG |